# Pittsburgh
Pittsburgh er den næststørste by i Pennsylvania, beliggende i statens sydvestlige hjørne. Den har 302.971(2020) indbyggere, mens det sammenhørende metropolområde har 2.360.867 indbyggere. Byen har kælenavnet "Steel City" ("Stålbyen" på dansk).
Pittsburgh er en af USAs mest attraktive storbyer med et rent og pænt miljø, lav kriminalitet og et stort udbud af kulturelle aktiviteter. 1960'ernes og 1970'ernes stålkrise, gik hårdt ud over byen, som fra midten af 1800-tallet havde været USA's største producent af jern- og stålprodukter. Fabrikslukninger og tabet af mange arbejdspladser skabte en periodevis stor udflytning, som siden 1960 næsten har halveret befolkningen i byen.
Pittsburgh er hjemsted for store industriforetagender som U.S. Steel, Westinghouse Electric, PPG Industries, Alcoa, H. J. Heinz Company og Penn Brewery, og den er blevet et center for bioteknologi og computer-software i kraft af bl.a. University of Pittsburgh og Carnegie Mellon University. Til seværdighederne hører 
The Andy Warhol Museum samt talrige institutioner, museer og samlinger med navn efter stålkongen Andrew Carnegie.

## Historie
Der, hvor den moderne by Pittsburgh ligger, opførte franske soldater i 1754 Fort Duquesne i forbindelse med den franske og indianske krig. Franskmændene overgav sig til briterne under ledelse af general John Forbes i 1759, men fortet måtte dog genopbygges og fik navnet Fort Pitt, opkaldt efter den britiske premierminister William Pitt den ældre. Bebyggelsen ved fortet blev kaldt "Pittsborough."
Under Pontiacs Opstand blev fortet belejret af indianerstammer fra området ved De Store Søer og Ohiodalen.
Efter den USA's uafhængighedskrig begyndte landsbyen Pittsburgh at vokse. Som en følge af 1812-krigen blev USA afskåret fra mange af de forsyninger, der ellers kom fra Storbritannien, det stimulerede den indenlandske produktion. Et af resultaterne var, at Pittsburgh fra 1815 begyndte at producere store mængder af jern, messing, tin og glas.
I 1840’erne var Pittsburgh blevet en af de største byer vest for Alleghenybjergene.
Den amerikanske borgerkrig medførte stor vækst i byens økonomi, særligt indenfor jern og våbenindustrien. Stålproduktionen begyndte i 1875.
I 1911 blev mellem en tredjedel og halvdelen af USA’s stål produceret i Pittsburgh, og befolkningstallet havde nu nået 500.000, hvoraf en stor del var immigranter fra Europa. Under 2. verdenskrig nået produktionen op på 95 mill. ton stål, men samtidig var forureningen blevet så kraftig, at byen efter krigen iværksatte et projekt for renere luft.
Industrien fortsatte sin ekspansion igennem 1960'erne, men i løbet af 1970'erne og 1980'erne kollapsede stålindustrien i Pittsburgh-regionen og de fleste fabrikker måtte lukke. I perioden fra 1950 til 2000 er befolkningstallet i selve Pittsburgh faldet fra 680.000 til 330.000 indbyggere.

## Geografi
Pittsburgh ligger på Alleghenyplateauet hvor Alleghenyfloden og Monangahelafloden løber sammen og danner Ohiofloden. Området mellem floderne kaldes ”The Golden Triangle”og den yderste spids, hvor floderne mødes kaldes ”The Point”. Floddalens mange bakker gør byen til en af USA’s mest kuperede byer.

## Politik
Fra den Amerikanske borgerkrig til 1930’erne var Republikanerne størst i Pittsburgh, men siden Depressionen har Demokraterne domineret.

## Økonomi
Siden sammenbruddet i stålindustrien er Pittsburghs industri primært flyttet mod højteknologi, sundhedssektoren, bioteknologi, turisme, finanssektoren og service. Leveomkostningerne er sammenlignet med andre byer i det nord-østlige USA lave.

## Personer fra Pittsburgh
- Paul Chambers († 1969, New York), musiker, jazzbassist
- Nancy Friday († 2017), forfatter
- Tom Regan, filosof  († 2017)
- Ron Paul (1935-), politiker, præsidentkandidat
- F. Murray Abraham (1939-), skuespiller
- George Benson (1943-), guitarist
- Tom Vilsack (1950-), politiker, regeringsmedlem i Regeringen Joe Biden
- Wiz Khalifa (1987-), hiphop musiker, rapper
- Christina Aguilera (1980-), pop-sangerinde, sangskriver

## Eksterne Henvisninger
- Wikimedia Commons har flere filer relateret til Pittsburgh
- City of Pittsburgh Government Arkiveret 17. maj 2014 hos  Wayback Machine
- Pittsburgh's Intergovernmental Cooperation Authority